# Ente di gestione delle aree protette delle Alpi Marittime
L'Ente di gestione delle aree protette delle Alpi Marittime è un ente strumentale della Regione Piemonte, istituito nel 2015 che ha modificato il Testo unico sulla tutela delle aree naturali e della biodiversità, provvedimento di riorganizzazione dell'intero sistema delle aree protette piemontesi riducendo il numero delle amministrazioni, che, tra l'altro, ha riunito nell'ente il Parco delle Alpi Marittime, il Parco del Marguareis e le sette riserve naturali che facevano riferimento ai rispettivi Enti.
Nel 2019 è stata affidata all'ente la gestione della riserva naturale Grotte di Aisone.
L'Ente di gestione delle aree protette delle Alpi Marittime ha la sede legale a Valdieri; dispone anche di una sede operativa a Entracque e di una a Chiusa di Pesio.
All'ente sono affidati in gestione:
- il Parco naturale delle Alpi Marittime
- il Parco naturale del Marguareis
- la Riserva naturale delle Grotte del Bandito
- la Riserva naturale di Rocca San Giovanni-Saben
- la Riserva naturale delle Grotte di Aisone
- la Riserva naturale dei Ciciu del Villar
- la Riserva naturale delle Sorgenti del Belbo
- la Riserva naturale di Crava-Morozzo
- la Riserva naturale delle Grotte di Bossea
- la Riserva naturale di Benevagienna

L’Ente gestisce, inoltre, 20 siti della Rete Natura 2000, che interessano aree di particolare interesse naturalistico della Provincia di Cuneo.